# Sharon Kantor
Sharon Kantor (em hebraico:  שרון קנטור; 28 de janeiro de 2003) é uma velejadora israelense.

## Carreira
Kantor pertence ao Michmoret Emek Hefer Sailing Club. Ela é treinada pelo medalhista de bronze olímpico de windsurf israelense Shahar Tzuberi. Ela treina com a equipe israelense principalmente em Sdot Yam, e também treina em Kinneret, Eilat, Kishon, Haifa e Herzliya. Comentando sobre sua abordagem à competição de windsurf, ela disse: "o mais importante para mim foi aproveitar o que estou fazendo."
No Campeonato Mundial iQFoil 2024 realizado em Lanzarote, Ilhas Canárias, em fevereiro, Kantor, de 21 anos, ganhou a medalha de ouro, à frente de Emma Wilson da Grã-Bretanha e Katy Spychakov de Israel. Nos Jogos Olímpicos de Verão de 2024, conseguiu a prata na mesma classe.